# Theo van Doorneveld
Theodorus "Theo" van Doorneveld (Amsterdam, 27 oktober 1937 – Beverwijk, 29 november 1990) was een Nederlands voetballer.
Vlak na de invoering van het betaald voetbal in 1954 debuteerde hij als 17-jarige jeugdspeler in de hoofdmacht van DWS. Hij bleef profvoetballer tot 1968. 
Van Doorneveld speelde als linksbuiten vier seizoenen in de eredivisie bij DWS/A waarin hij in 78 wedstrijden 23 maal scoorde. Daarna speelde hij twee jaar bij N.E.C.. In die twee seizoenen scoorde hij 30 keer in 65 officiële wedstrijden. Hij verhuisde naar FC Zaanstreek, een van de voorlopers van AZ '67. Hij beëindigde zijn voetballoopbaan bij SC Gooiland.
Na zijn actieve loopbaan werd hij trainer. Bij zijn eerste club RKVVS uit Spanbroek promoveerde hij drie keer in vijf seizoenen. In zijn eerste trainersjaren was hij tevens speler. 
Theo van Doorneveld was een oom van voetballer en trainer Hans van Doorneveld.

## Carrièrestatistieken
| Seizoen         | Club            | Land            | Competitie       | Competitie | Competitie | Beker | Beker | Internationaal | Internationaal | Overig | Overig | Totaal | Totaal |
| Seizoen         | Club            | Land            | Competitie       | Wed.       | Dlp.       | Wed.  | Dlp.  | Wed.           | Dlp.           | Wed.   | Dlp.   | Wed.   | Dlp.   |
| --------------- | --------------- | --------------- | ---------------- | ---------- | ---------- | ----- | ----- | -------------- | -------------- | ------ | ------ | ------ | ------ |
| 1954/55         | DWS             | Nederland       | Eerste klasse B  | 9          | 1          | –     | 0     | 0              | 0              | 0      | 0      | 9      | 1      |
| 1955/56         | DWS             | Nederland       | Eerste klasse A  | 8          | 1          | –     | 0     | 0              | 0              | 0      | 0      | 8      | 1      |
| 1956/57         | DWS             | Nederland       | Eerste divisie A | –          | 5          | –     | 0     | 0              | 0              | 0      | 0      | –      | 5      |
| 1957/58         | DWS             | Nederland       | Eerste divisie A | –          | 8          | –     | 0     | 0              | 0              | 0      | 0      | –      | 8      |
| 1958/59         | DWS/A           | Nederland       | Eredivisie       | 22         | 6          | –     | 0     | 0              | 0              | 0      | 0      | –      | 6      |
| 1959/60         | DWS/A           | Nederland       | Eredivisie       | 24         | 12         | –     | –     | 0              | 0              | 0      | 0      | –      | 12     |
| 1960/61         | DWS/A           | Nederland       | Eredivisie       | 18         | 4          | –     | 0     | 0              | 0              | 0      | 0      | –      | 4      |
| 1961/62         | DWS/A           | Nederland       | Eredivisie       | 14         | 1          | –     | 0     | 0              | 0              | 0      | 0      | –      | 1      |
| 1962/63         | Go Ahead        | Nederland       | Eerste divisie   | 18         | 7          | 1     | 0     | 0              | 0              | 0      | 0      | 19     | 7      |
| 1963/64         | N.E.C.          | Nederland       | Tweede divisie A | 30         | 12         | 3     | 1     | 0              | 0              | 1      | 0      | 34     | 13     |
| 1964/65         | N.E.C.          | Nederland       | Eerste divisie   | 30         | 16         | 1     | 0     | 0              | 0              | 0      | 0      | 31     | 16     |
| 1965/66         | FC Zaanstreek   | Nederland       | Tweede divisie   | 14         | 4          | –     | 0     | 0              | 0              | 0      | 0      | –      | 4      |
| 1966/67         | FC Zaanstreek   | Nederland       | Eerste divisie   | -          | 3          | 0     | 0     | 0              | 0              | 0      | 0      | -      | 3      |
| 1967/68         | SC Gooiland     | Nederland       | Tweede divisie   | -          | 0          | –     | 0     | 0              | 0              | 0      | 0      | –      | 0      |
| Carrière totaal | Carrière totaal | Carrière totaal | Carrière totaal  | –          | 80         | –     | 1     | 0              | 0              | 1      | 0      | –      | 81     |

## Erelijst
N.E.C.
| Nationaal      |    |         |
| Tweede divisie | 1x | 1963/64 |